# Gunilla Kleiverda
Gunilla Kleiverda (1955) is een Nederlandse gynaecoloog. Ze werkte onder andere jarenlang voor organisatie Women on Waves. Voor haar werk ontving ze de Aletta Jacobsprijs. 

## Medische carrière
Kleiverda studeerde van 1971 tot 1978 geneeskunde aan de Rijksuniversiteit Groningen. Vervolgens werkte ze een jaar in Zweden om zich daarna te specialiseren tot gynaecoloog in Amsterdam. Hierna werkte ze onder andere bij de Nederlandse Vereniging voor Obstetrie en Gynaecologie (NVOG). Na enkele jaren in het buitenland te hebben gewerkt, begint ze in 1985 bij het Flevoziekenhuis in Almere (toen Burgerziekenhuis). Vanaf 2001 raakte ze betrokken bij Women on Waves, een organisatie die zich door middel van een boot inzet voor een wereldwijde toegang tot abortus. Hierbij werkte Kleiverda samen met Rebecca Gomperts. Voor haar werk voor deze, in veel landen omstreden, organisatie werd ze in 2012 kort vastgehouden in Marokko. Na vele bevallingen en publicaties (waaronder de Leidraad 'Verloskundige zorg buiten de richtlijnen') nam ze in 2021 afscheid van haar klinische werk.

## Activisme
Kleiverda zette zich, onder andere via haar werk bij Women on Waves, in voor het zelfbeschikkingsrecht van vrouwen. Sinds 2022 is ze ook betrokken bij belangenorganisatie AVA welke zich inzet voor een vrije en geïnformeerde keus in abortus en anticonceptie. Kleiverda is hiernaast ook gepassioneerd over de rechten van de vrouw in de gezondheidszorg in het algemeen. Zo hield ze zich voor NVOG bezig met andere aanpakken binnen de verloskundige zorg en kreeg ze voor haar bijdrage aan hulp voor verkrachte vrouwen in voormalig Joegoslavië de Aletta Jacobsprijs.
Nadat bij Kleiverda in 2002 borstkanker werd geconstateerd, zette ze zich ook in voor meer keuzevrijheid voor vrouwen met borstkanker.

## Onderscheidingen
In 1998 ontving Kleiverda de Aletta Jacobsprijs. Daarnaast is ze (deels samen met Rebecca Gomperts) onderscheiden met onder andere de Clara Wichman-penning, de Van Walree prijs, de VNVA Els Borst Oeuvreprijs en de White Ribbon Award.
- Gemeinsame Normdatei: 1112155902
- International Standard Name Identifier: 0000 0003 9829 1151
- Nederlandse Thesaurus van Auteursnamen: 07358732X
- ORCID: 0000-0003-4258-633X
- Virtual International Authority File: 306171768
- WorldCat: E39PCjyWPMJ7hwWh6thcqxVrxC